# Los intocables de Elliot Mouse
Los intocables de Elliot Mouse è una serie animata spagnola creata dalla casa di produzione BRB Internacional.
La serie è ispirata al famoso poliziotto statunitense Eliot Ness e alla sua squadra investigativa, nota come gli intoccabili.

## Personaggi e doppiatori italiani
- Elliot Mouse: Massimiliano Lotti
- Gordon: Cesare Rasini
- Mr. Wilson: Giorgio Bonino
- Jack: Mario Zucca
- Deborah: Dania Cericola
- Pierre: Riccardo Peroni
- Al Gattone: Pietro Ubaldi
- Rat Nitti: Diego Sabre

## Episodi
1. Cheesecago: ciudad sin ley
2. El botín de Moony
3. Los primeros golpes
4. La ruta del queso
5. Doble o nada
6. El soplón
7. Un día en las carreras
8. Ma Wilson
9. Atraco perfecto
10. Más dura será la caída
11. La Starlette
12. El expreso de Cheesecago
13. La fuga de Alcatraz
14. La trampa
15. La ley del silencio
16. Como el perro y el gato
17. El enemigo público
18. El regalo de Santa Mouse
19. Un botín por los aires
20. La escuela del crimen
21. Con las horas contadas
22. El robo del Armstrong 326
23. Gemas y diamantes
24. Mientras la ciudad duerme
25. El secuestro
26. Cuestión de impuestos